# Roger Staub
Roger Staub (* 1. Juli 1936 in Arosa; † 30. Juni 1974 in Verbier) war ein Schweizer Skirennfahrer und Eishockeyspieler.

## Sportkarriere
In seiner Jugend hatte Staub nicht nur Talent auf Ski, sondern spielte auch erfolgreich Eishockey beim EHC Arosa, mit welchem er in der Position eines Stürmers Schweizer Meister wurde. Erst als er 1955 bei den Schweizer Juniorenmeisterschaften alle drei ausgetragenen Rennen gewann, entschied er sich endgültig für das Skifahren. Bei den Olympischen Winterspielen 1956 in Cortina d’Ampezzo erreichte er in der Abfahrt den vierten Platz.
Zwei Jahre später, bei den Skiweltmeisterschaften 1958 in Bad Gastein, gewann er drei Medaillen: Silber in der Abfahrt, Bronze im Riesenslalom und Bronze in der Kombination. Dennoch stand er medial im Schatten des überlegenen Toni Sailer, der bei dieser Veranstaltung dreimal Erster und einmal Zweiter wurde. Mit Sailer verband ihn zeit seines Lebens eine enge persönliche Freundschaft.
Seine grössten Erfolge konnte Staub bei den Olympischen Spielen 1960 in Squaw Valley feiern, als er – wie seine Clubkollegin Yvonne Rüegg – Olympiasieger im Riesenslalom wurde. Zunächst hatte er geglaubt, wieder nur Zweiter geworden zu sein, da der Platzsprecher eine falsche Zeit angegeben hatte. Erst nach einer Viertelstunde stand Staubs Olympiasieg definitiv fest. Darüber hinaus wurde er neunfacher Schweizer Meister (fünfmal im Riesenslalom, dreimal in der Kombination und einmal in der Abfahrt).
Ende der Saison 1960/61 trat Staub vom aktiven Spitzensport zurück und widmete sich fortan dem Aufbau seiner eigenen Skischule, die bis 1974 bestand und unter anderem den Skiakrobaten Art Furrer als Lehrer beschäftigte. Neben seiner weiteren Tätigkeit als Wintersportleiter in Vail (Colorado) arbeitete er als Sportartikelhändler in Arosa. Ausserdem entwickelte er die Roger-Staub-Mütze, eine Kopfbedeckung, die den ganzen Kopf bedeckt und nur die Augen freilässt. In seiner Freizeit fuhr er Wasserski und errang auch in dieser Sportart einige Schweizer Meistertitel. Weiter war er erfolgreicher Tennisspieler und Jäger. Staub gehörte zu den ersten Skifahrern, die Skishows mit Trickskieinlagen aufführten. So machten ihn seine aussergewöhnlichen akrobatischen Fähigkeiten beispielsweise zu einem der Höhepunkte im Skifilm Die Snowboys aus Arosa von Ruedi Homberger.
Roger Staub war ein Onkel des ehemaligen Schweizer Eishockey-Nationalspielers Heini Staub.

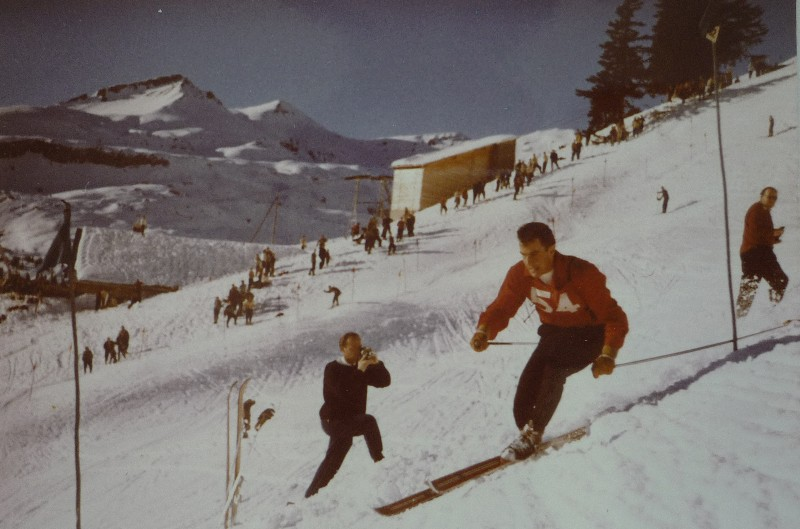
Roger Staub im Skirennen 1959 in Flims, im Hintergrund die zwei Bahnanlagen bei Naraus

## Todesumstände

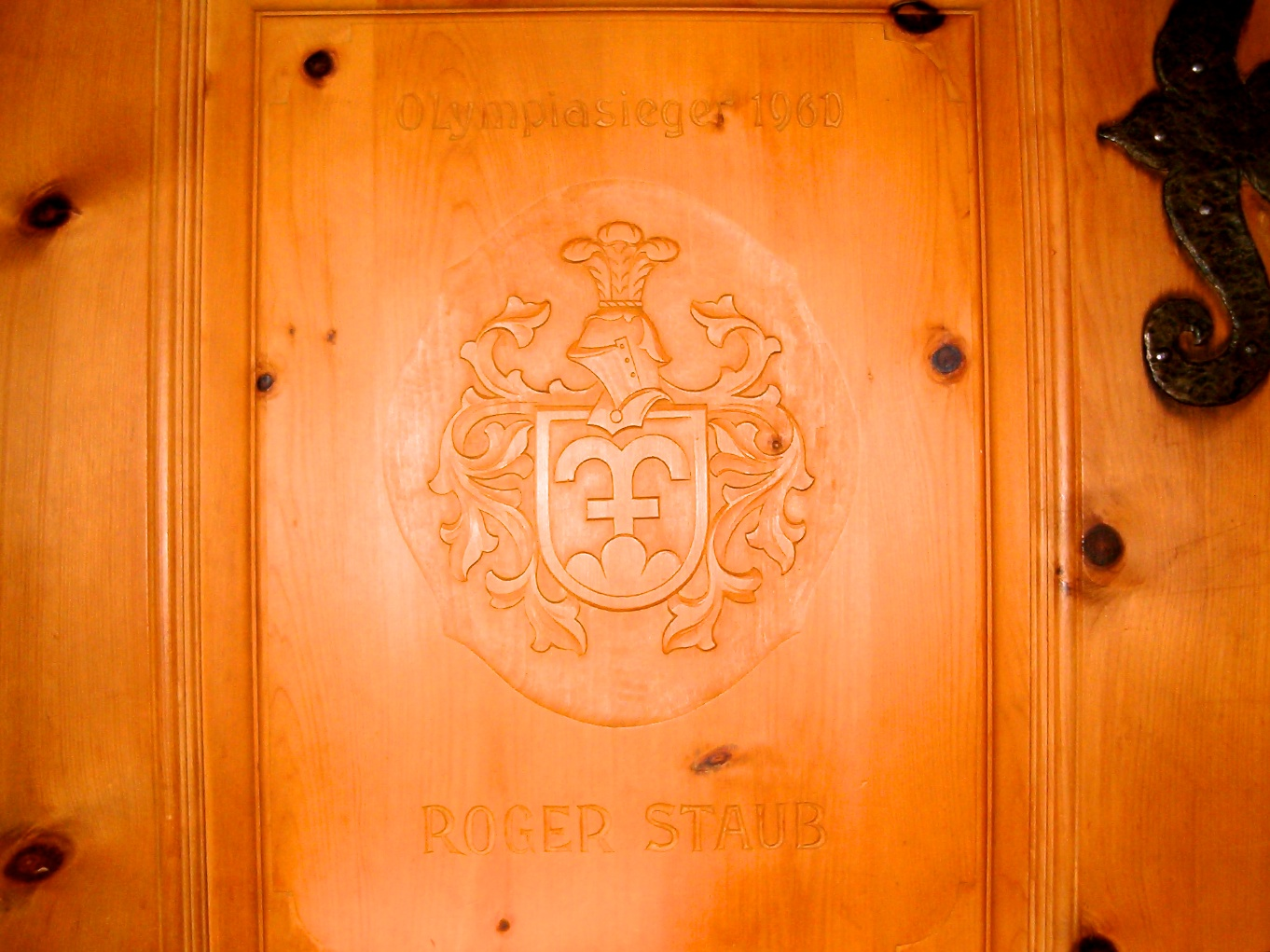
Geschnitzte Türe zum Andenken an Staubs Olympiasieg in der Sattelhütte

1974 kam Staub beim Deltafliegen ums Leben, als er aus einer Höhe von 150 Metern abstürzte. Er hatte mit einem Geschäftspartner die Generallizenz für den Vertrieb von neuen amerikanischen Modellen in der Schweiz erworben und war damit auf einem Testflug an einem Wettbewerb in Verbier. Diese damalige Weiterentwicklung des Hängegleiters hatte zwar eine deutlich bessere Flugleistung als die bislang in Europa verwendeten Geräte, war aber für böige Winde in den Alpen nicht geeignet. In dieser Zeit hatten die Piloten noch keine Notfallausrüstung wie zum Beispiel einen Hilfsfallschirm dabei.